# Accroché au ciel
Pour plus de détails, voir Fiche technique et Distribution.
Accroché au ciel (Небеска удица, Nebeska udica) est un film yougoslave réalisé par Ljubiša Samardžić, sorti en 2000.

## Synopsis
En 1999, pendant les guerres de Yougoslavie, à Belgrade, Kaja doit faire face à le menace du conflit et à sa femme qui demande le divorce pour pouvoir émigrer avec leur fils.

## Fiche technique
- Titre : Accroché au ciel
- Titre original : Небеска удица (Nebeska udica)
- Réalisation : Ljubiša Samardžić
- Scénario : Srdjan Koljevic et Đorđe Milosavljević
- Musique : Vlatko Stefanovski
- Photographie : Radoslav Vladic
- Montage : Marko Glusac
- Production : Ljubiša Samardžić
- Société de production : Cine Enterprises, Cinema Design et Radio Televizija Srbije
- Pays de production :  Yougoslavie et  Italie
- Genre : Drame et guerre
- Durée : 95 minutes
- Date de sortie : 
  - Slovénie : 13 avril 2000

## Distribution
- Nebojša Glogovac : Kaja
- Ana Sofrenović : Tijana
- Ivan Jevtović : Turca
- Katarina Žutić : Zozi
- Nikola Kojo : Zuba
- Sonja Kolačarić : Seka
- Dragan Bjelogrlić : Toza
- Irfan Mensur : Zuka
- Nikola Đuričko : Siske
- Nikola Pejaković : Lokator
- Boris Milivojević : Bolid
- Nebojša Ilić : Deki

## Distinctions
Le film a été présenté en sélection officielle en compétition lors de Berlinale 2000.